# Lada Oka-2
Der Lada Ока-2 (Typenbezeichnung auch WAS-1121, russisch ВАЗ-1121, englische Transkription VAZ-1121) war ein Kleinstwagen, der vom russischen Autohersteller AwtoWAS als Konzeptfahrzeug (ursprünglich als Nachfolger des Lada Oka) entwickelt wurde.

## Entwicklungsgeschichte
Die erste Version des Ока-2 war ein Prototyp, der 1998 auf der Moscow International Motor Show gezeigt wurde. Er wurde jedoch nicht weiterentwickelt.
Die zweite Version des Ока-2 wurde 2003 als internes Projekt WAS-1121 bei der Moscow International Motor Show gezeigt, ausgestattet als Luxus-Version mit dem Vierzylinder-Benzinmotor (1596 cm³ / 60 kW) aus dem Lada 110, Reifen im Format 175/70R14, elektrischen Fensterhebern, Zentralverriegelung und elektrisch verstellbaren Außenspiegeln. Es gab allerdings auch eine günstige Einstiegsversion mit dem Zweizylinder-Viertakt-Reihenmotor (750 cm³) aus dem Lada Oka, jedoch mit elektronischer Einspritzanlage.
Im Frühjahr 2005 begann die Serienentwicklung mit verschiedenen Testläufen als Ока-2, die 2007 abgeschlossen wurden. Ursprünglich sollte der Oka-2 laut AwtoWAS-Präsident Wladimir Kadannikow im Zuge der Ablösung der Klassikermodelle in die Serienproduktion gehen, was aber durch die finanziellen Probleme von AwtoWAS verhindert wurde. Somit wurde das Projekt Ока-2 eingestellt, obwohl einige russische Drittanbieter Anfragen hinsichtlich einer möglichen Lizenzproduktion stellten. So wollte etwa der damalige Moskauer Bürgermeister Juri Luschkow das Modell in ungenutzten Fertigungskapazitäten von ZIL produzieren lassen. Allerdings scheiterte dieser Plan, noch bevor man komplette Produktionsanlagen errichten konnte.
Nachdem Renault-Nissan sich an AwtoWAS beteiligte, waren wieder finanzielle Mittel vorhanden, und so wurde aus Teilen des Ока-2-Projekts der Lada Kalina City entwickelt.